# Jiří Beran (epidemiolog)
Jiří Beran (* 21. února 1960 Brno) je český epidemiolog a vakcinolog.
V dubnu 2002 se stal ředitelem a vedoucím lékařem Centra očkování a cestovní medicíny v Hradci Králové. Založil a v letech 2002–2008 vedl obdobné centrum při Klinice infekčních nemocí Fakultní nemocnice v Hradci Králové. V roce 2004 se stal vedoucím Samostatného výukového pracoviště tropické a cestovní medicíny Institutu postgraduálního vzdělávání ve zdravotnictví v Praze.

## Studium a atestace
V letech 1975–1979 studoval na gymnáziu v Tišnově. Odborné studium absolvoval ve Vojenském lékařském a výzkumném doškolovacím ústavu a na Lékařské fakultě Univerzity Karlovy v Hradci Králové, kde promoval v roce 1985. V letech 1985–1987 prodělal popromoční přípravu ve vojenské nemocnici v Plzni a pak byl do ledna 1990 vojenským obvodním epidemiologem v Kroměříži. V roce 1988 složil základní atestaci z hygieny a epidemiologie. V letech 1990–1993 pracoval jako odborný asistent katedry epidemiologie Vojenské lékařské akademie Jana Evangelisty Purkyně (VLA JEP), přičemž v roce 1992 obhájil disertační práci a složil též nástavbovou atestaci z epidemiologie. Roku 1993 se stal zástupcem vedoucího katedry epidemiologie. V roce 1994 složil základní atestaci z lékařské mikrobiologie, téhož roku se habilitoval a též byl zvolen prorektorem VLA JEP pro vědu, výzkum a zahraniční kontakty, jímž zůstal do roku 1997.

## Profesní kariéra
V roce 1994 se začal zabývat vývojem očkovacích látek, zejména proti chřipce, lymeské borelióze nebo klíšťové meningoencefalitidě, virové hepatitidě A, břišnímu tyfu a virové hepatitidě B. Od roku 1997 se zabývá problematikou cestovního lékařství, ve Společnosti infekčního lékařství ČSL JEP byl zvolen předsedou Sekce tropického a cestovního lékařství, jímž zůstal do roku 2005. Působil také jako zástupce České republiky ve Federaci evropských společností tropického lékařství. V roce 2000 se začal více zabývat i problematikou zvlášť virulentních nákaz, jako je ebola, horečka lassa či antrax. Celkem asi pět let pobýval v tropických oblastech. V této oblasti působil do roku 2006 jako zástupce České republiky v programu ENIVD (European Network for the Diagnostics of Imported Viral Diseases).
V prosinci 2001 odešel z VLA JEP do zálohy v hodnosti podplukovníka a téhož roku se stal ředitelem Centra očkování a cestovní medicíny v Hradci Králové. V červenci 2002 jej prezident Havel jmenoval profesorem pro obor epidemiologie. Založil a v letech 2002 až 2008 vedl obdobné centrum při Klinice infekčních nemocí Fakultní nemocnice Hradec Králové. V roce 2004 se stal též vedoucím Samostatného výukového pracoviště tropické a cestovní medicíny Institutu postgraduálního vzdělávání ve zdravotnictví v Praze. Po roce 2009 vyučoval také na Ústavu epidemiologie 2. lékařské fakulty Univerzity Karlovy v Praze-Motole.

## Pandemie covidu-19
V roce 2020 se nakazil novým typem koronaviru a prodělal onemocnění covidem-19. Publikoval pak, že sebe i svého syna léčil pomocí léku Isoprinosin (inosin pranobex). Ministerstvo zdravotnictví na podzim téhož roku uvedlo na webových stránkách věnovaných pandemii této nemoci, že dezinformační weby přebírají „výrazné výroky a silná prohlášení“ některých veřejných osobností a odborníků a používají je pro podporu svých dezinformací či konspiračních teorií. Jako příklad takových osobností uvedlo Berana a také bývalého prezidenta Václava Klause. Oba se proti tomu ohradili.
Jeho publikaci, která měla dokladovat klinickou efektivitu isoprinosinu, kritizoval Český klub skeptiků Sisyfos jako silně problematickou z hlediska metodologických chyb i etických pochybení při realizaci samotné studie. Zejména poukazoval na chybnou analýzu dat, retrospektivní schválení etickou komisí a absenci schválení intervenční studie Státním ústavem pro kontrolu léčiv.
Státní ústav pro kontrolu léčiv potvrdil, že se „nejednalo o intervenční klinické hodnocení“. Zároveň upozornil na skutečnost, že „pro inosin pranobex nejsou k dispozici údaje ve smyslu medicíny založené na důkazech (Evidence Based Medicine, EBM), které by dokládaly možnou účinnost inosin pranobexu při léčbě nebo prevenci onemocnění COVID-19“. Tyto důkazy byly později zjištěny při provedení dvojitě slepé placebem kontrolované studie s inosinem pranobex v Indii. Na základě výsledků studií jako první schválil lék k léčbě COVID-19 úřad DCGI v Indii jako doplňkovou léčbu mírného až středně závažného COVID-19 a zařadil se oficiálně do žebříčku léků využitelných v léčbě COVID-19.
V červenci 2021 obdržel od Českého klubu skeptiků Sisyfos speciální Bludný balvan (tzv. Bludný koviďák) v mimořádné covidové kategorii jednotlivců za rok 2020 „za obohacení epidemiologie a medicíny založené na důkazech o nástroje založené na vnuknutí.“.

## Sérová banka Armády České republiky
Profesor Beran jako první zformuloval myšlenku pro vznik Sérové banky Armády České republiky, a to na základě zkoumání nejasných zdravotních potíží u vojáků, kteří se vrátili z Války v Zálivu.
Podrobný návod na vytvoření s výzkumnými, legislativními i praktickými aspekty sepsal ve své habilitační práci s názvem Sérová banka AČR.
Sérová banka byla vytvořena v místě bývalého Vojenského zdravotního ústavu v Českých Budějovicích v roce 1998. Vojáci před odjezdem do zahraničních misí odevzdávají vzorek séra před odjezdem a ihned po svém návratu, tak aby jejich případným porovnáním se mohlo zjistit jaký původce, či toxin, kterému byli exponováni mohl způsobit jejich obtíže. Vzorky jsou uchovávány na dobu 10 let.

## Mezinárodní očkovací průkaz
Profesor Beran je autorem Mezinárodního očkovacího průkazu, který vytvořil na základě změny Mezinárodního zdravotního řádu IHR, jež definoval novou podobu Certifikátu o povinném očkování. MOP v nové podobě se používá od roku 2008 a je možné jej zakoupit nevyplněný na SEVT. Autor umožnil i používání MOP na Slovensku pro Slovenský ŠEVT, souhlasem s licencí a překladem do Slovenštiny.

## Díla

### Česká vydání
Je autorem monografií:
- Chřipka: Klinický obraz, prevence a léčba, 2002 a druhé vydání 2005 – Nakladatelství Maxdorf, ISBN 80-85912-75-9
- Chřipka: Průvodce ošetřujícího lékaře, 2005 – Nakladatelství Maxdorf, ISBN 80-7345-080-1
- Očkování. Minulost, přítomnost, budoucnost, 2006 – Nakladatelství Galén, ISBN 978-80-7262-361-7

- Pneumokokové infekce a možnosti očkování proti nim, 2006 – Nakladatelství Maxdorf, ISBN 978-80-7345-091-5
- Základy cestovního lékařství, 2006 – Nakladatelství Galén, ISBN 978-80-7262-435-5
- Očkování - otázky a odpovědi, 2006 – Nakladatelství Galén, ISBN 80-7262-380-X

- Lexikon očkování, 2008 – Nakladatelství Maxdorf, ISBN 978-80-7345-164-6
- Očkování v otázkách a odpovědích, 2023 – Nakladatelství Mladá fronta, ISBN 978-80-204-6042-4

Je spoluautorem monografie:
- Biologický a chemický terorismus: Informace pro každého, 2001 – Nakladatelství Grada, ISBN 80-247-0288-6

### Zahraniční vydání
Společně s Prof. Jeffem Goudem je autorem kapitoly 11. Routine Travel Vaccines: Hepatitis A and B, Typhoid v nejvíce prodávané knize na světě o cestovní medicíně: Travel Medicine, které vyšlo jako 4. vydání. Byl autorem též kapitoly i ve třetím vydání knihy.